# Reváň
Reváň (1205 m n. m.) je vrch v jižní části hlavního hřebene Lúčanské Fatry. V horní části je částečně odlesněný, čili je z něho za příznivého počasí pěkný výhled.

## Poloha
Leží na katastrálním území obce Kľačno, asi 1 km od Fačkovského sedla, z kterého vede na vrchol chodník. Reváň je tak nejjižnějším vrcholem hlavního hřebene a vede jím trasa na Kľak. Na jižním úpatí Reváně vyvěrá řeka Nitra.

## Přístup
- z Fačkovského sedla